# Sainte-Alvère

Sainte-Alvère este o comună în departamentul Dordogne din sud-vestul Franței. În 2009 avea o populație de 900 de locuitori.

## Evoluția populației
| An        | 1975 | 1982 | 1990 | 1999 | 2006 | 2009 |
| --------- | ---- | ---- | ---- | ---- | ---- | ---- |
| Populație | 745  | 710  | 756  | 780  | 822  | 900  |